# 盖雷茨里德
盖雷茨里德（德語：Geretsried，發音：[ɡeːʁətsˈʁiːt] ⓘ）是德国巴伐利亚州上巴伐利亚行政区巴特特尔茨-沃尔夫拉茨豪森县的城市，面积24.6平方千米，2023年12月31日人口为25,863人。

## 友好城市
盖雷茨里德与以下城市结为友好城市：
- 法國 沙马利耶尔